# Tinagma hedemanni
Tinagma hedemanni är en fjärilsart som beskrevs av Caradja 1920. Tinagma hedemanni ingår i släktet Tinagma och familjen skäckmalar. Inga underarter finns listade i Catalogue of Life.